# Rio Prêto (vattendrag i Brasilien, Maranhão)
Rio Prêto är ett vattendrag i Brasilien.   Det ligger i delstaten Maranhão, i den nordöstra delen av landet, 1 400 km norr om huvudstaden Brasília.
Omgivningen kring Rio Prêto är huvudsakligen savann. Området är glesbefolkat, med 17 invånare per kvadratkilometer.